# Tenuiphantes retezaticus
Tenuiphantes retezaticus es una especie de araña araneomorfa del género Tenuiphantes, familia Linyphiidae. La especie fue descrita científicamente por Růžička en 1985.
La longitud del prosoma del macho y la hembra es de 1,1 milímetros. Las patas del macho son de color amarillo pardusco. La especie se distribuye por Europa: Rumania.